# Ребёнок напрокат
«Ребёнок напрока́т» (англ. Rent-a-Kid) — детский комедийный фильм, повествующий о трёх детях из приюта, обретших семью. Премьера состоялась 4 ноября 1995 года.

## Сюжет
Гарри Хабер (Лесли Нильсен), отец главы приюта и заведующий магазином аренды товаров, берёт на 10 дней бразды правления в свои руки, во время отсутствия сына. Он предлагает парам взять детей напрокат, чтобы они посмотрели, подходят ли они им. Первыми стали Молли, Брэндон и Кайл, взятые супругами Сиракуз. За время, проведённое вместе, они поняли, что не могут быть друг без друга.

## В главных ролях
- Лесли Нильсен — Гарри Хабер
- Кристофер Ллойд — Лоуренс «Ларри» Кэйви
- Мэтт МаКой — Рас Сиракуз
- Шерри Миллер — Валери Сиракуз
- Табита Люпиен — Молли Уорд
- Амос Кроули — Брэндон Уорд
- Коди Джонс — Кайл Уорд
- Тони Розато — Клифф Хабер

## Награды
В 1996 году фильм был награждён премией CableACE Award за лучшее музыкальное сопровождение.